# Добершюц, Йенс
Йенс Добершюц (нем. Jens Doberschütz; род. 5 октября 1957, Дрезден) — немецкий гребец, выступавший за сборную ГДР по академической гребле в конце 1970-х — начале 1980-х годов. Чемпион летних Олимпийских игр в Москве, чемпион мира, победитель и призёр многих регат национального значения.

## Биография
Йенс Добершюц родился 5 октября 1957 года в Дрездене, ГДР. Проходил подготовку в Лейпциге в гребном клубе при Немецком институте физической культуры (DHfK).
Первого серьёзного успеха на взрослом международном уровне добился в сезоне 1979 года, когда вошёл в основной состав восточногерманской национальной сборной и побывал на мировом первенстве в Бледе, откуда привёз награду золотого достоинства, выигранную в распашных рулевых четвёрках.
Благодаря череде удачных выступлений удостоился права защищать честь страны на летних Олимпийских играх 1980 года в Москве — совместно с командой гребцов, куда вошли Бернд Краус, Ханс-Петер Коппе, Йёрг Фридрих, Ульрих Карнац, Ульрих Конс, Уве Дюринг, Бернд Хёинг и рулевой Клаус-Дитер Людвиг, победил в зачёте восьмёрок, опередив преследовавшую команду Великобритании почти на три секунды, и тем самым завоевал золотую олимпийскую медаль. За это выдающееся достижение по итогам сезона был награждён орденом «За заслуги перед Отечеством» в серебре.
После московской Олимпиады Добершюц остался в составе гребной команды ГДР и продолжил принимать участие в крупнейших международных регатах. Так, в 1981 году он выступил на чемпионате мира в Мюнхене, где стал бронзовым призёром в безрульных четвёрках, уступив в финале командам из СССР и Швейцарии.
В 1982 году выиграл серебряную медаль в восьмёрках на мировом первенстве в Люцерне — пропустил вперёд только экипаж из Новой Зеландии.
На чемпионате мира 1983 года в Дуйсбурге попасть в число призёров не смог, показав в безрульных четвёрках лишь четвёртый результат.
Будучи дипломированным специалистом в области физической культуры и спорта, впоследствии Йенс Добершюц работал тренером.
Был женат на немецкой гребчихе Ренате Бенш, их сын Йоханнес Добершюц тоже серьёзно занимался академической греблей. Жена его брата Свена Герлинда Добершюц так же добилась больших успехов в гребле, олимпийская чемпионка, призёрка чемпионатов мира.